# Poulet Neige
Poulet Neige est une étiquette de musique québécoise fondée en 2008 au Québec sur le plateau Mont-Royal à Montréal (Québec,Canada). L'étiquette a été fondée par PA, ancien membre du groupe Roi Poisson et meneur du groupe Lac Estion. Constitué d'une petite équipe, ils agissent plutôt en support à des groupes qui mènent leur carrière par eux-mêmes. De 2011 à 2017, Poulet Neige a été co-dirigé avec l'artiste et gérante Barbara Finck-Beccafico.
En décembre 2010, Poulet Neige offre gratuitement tout son catalogue par l'intermédiaire du concept « La liste de Noël de Poulet Neige »,,. Le label récidive en 2011, mais en contactant plus de 500 artistes et en leur suggérant d'offrir leur musique via une liste de Noël accessible via Poulet Neige ; c'est environ 130 groupes qui accepteront de rendre disponible gratuitement leur album par le biais de  Poulet Neige,,,.En plus des groupes de l'étiquette Poulet Neige, des albums d'artistes comme Les Tireux d'Roches, Navet Confit, Efrim Manuel Menuck de Godspeed You! Black Emperor, Ariel, Alaclair Ensemble ou Francis d'Octobre sont ainsi offerts gratuitement,,.

## Artistes

### Actifs
- Simon Kingsbury -
- Erewhon - Rock-Pop-Psychédélique
- Lac Estion - Rock-Folk-Progressif
- Ralf Wiggum - Post-Punk-Grunge
- Massicotte -
- L'Indice -

### Non actif
- La Raisin Secte - Alternatif-Art-Progressif
- Cats'n Crows - Rockabilly-Grunge